# Vilaietul Kosovo
Vilaietul Kosovo (în turcă Kosova Vilayeti; în albaneză Vilajeti i Kosovës; în macedoneană Покраина на Косово, Pokraina na Kosovo; în sârbă Косовски вилајет, cu alfabetul latin[*]: Kosovski vilajet) a fost un vilaiet din Imperiul Otoman, aflat în Peninsula Balcanică, cuprinzând teritoriul actualei Republici Kosovo, o parte din Muntenegru, mare parte a Macedoniei de Nord și o zonă din vestul Serbiei, care a fost sub ocupație austro-ungară până în 1908. Reședința vilaietului era orașul Üsküp (astăzi Skopje.
Vilaietul a fost creat din fosta provincie Rumelia, ca parte a reformei administrative otomane din 1864. Ca urmare a războaielor balcanice din 1912-1913, provincia a fost împărțită între Muntenegru, Serbia și Albania.

## Istorie

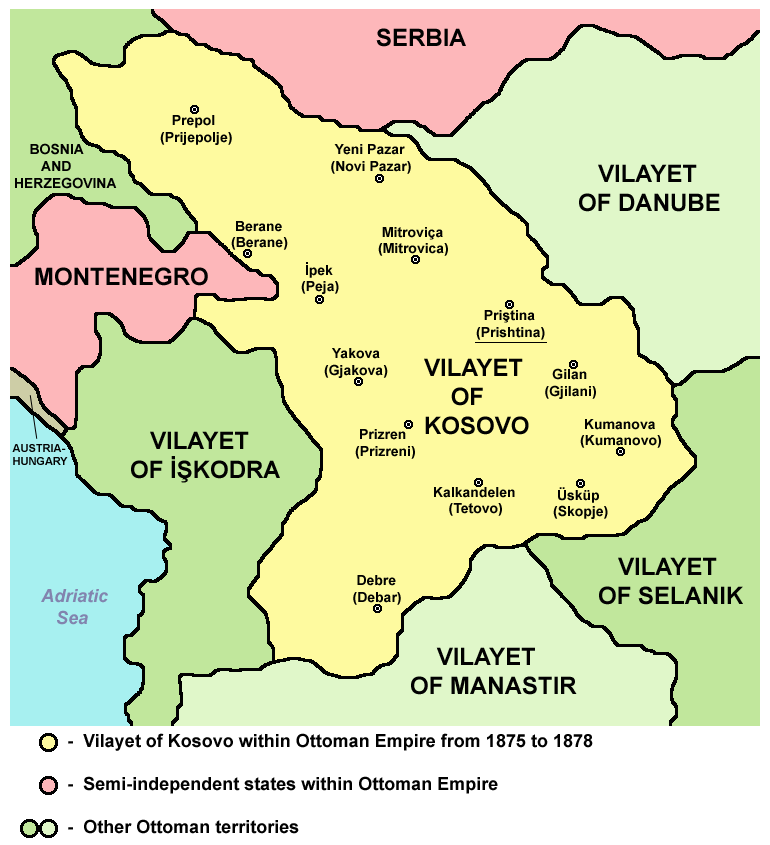
Vilaietul Kosovo, 1875-1878.

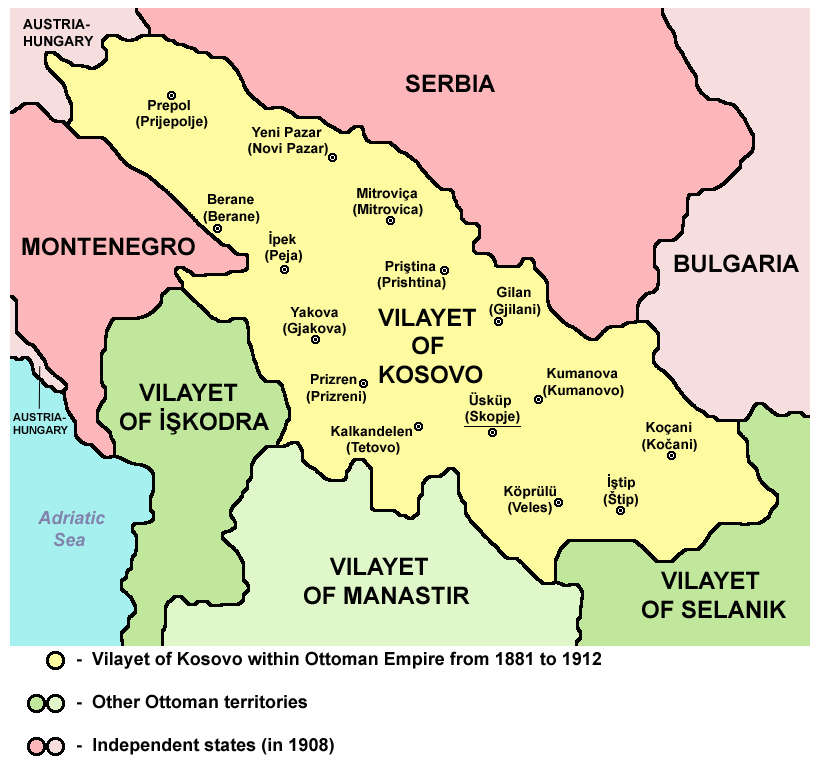
Vilaietul Kosovo, 1881-1912.

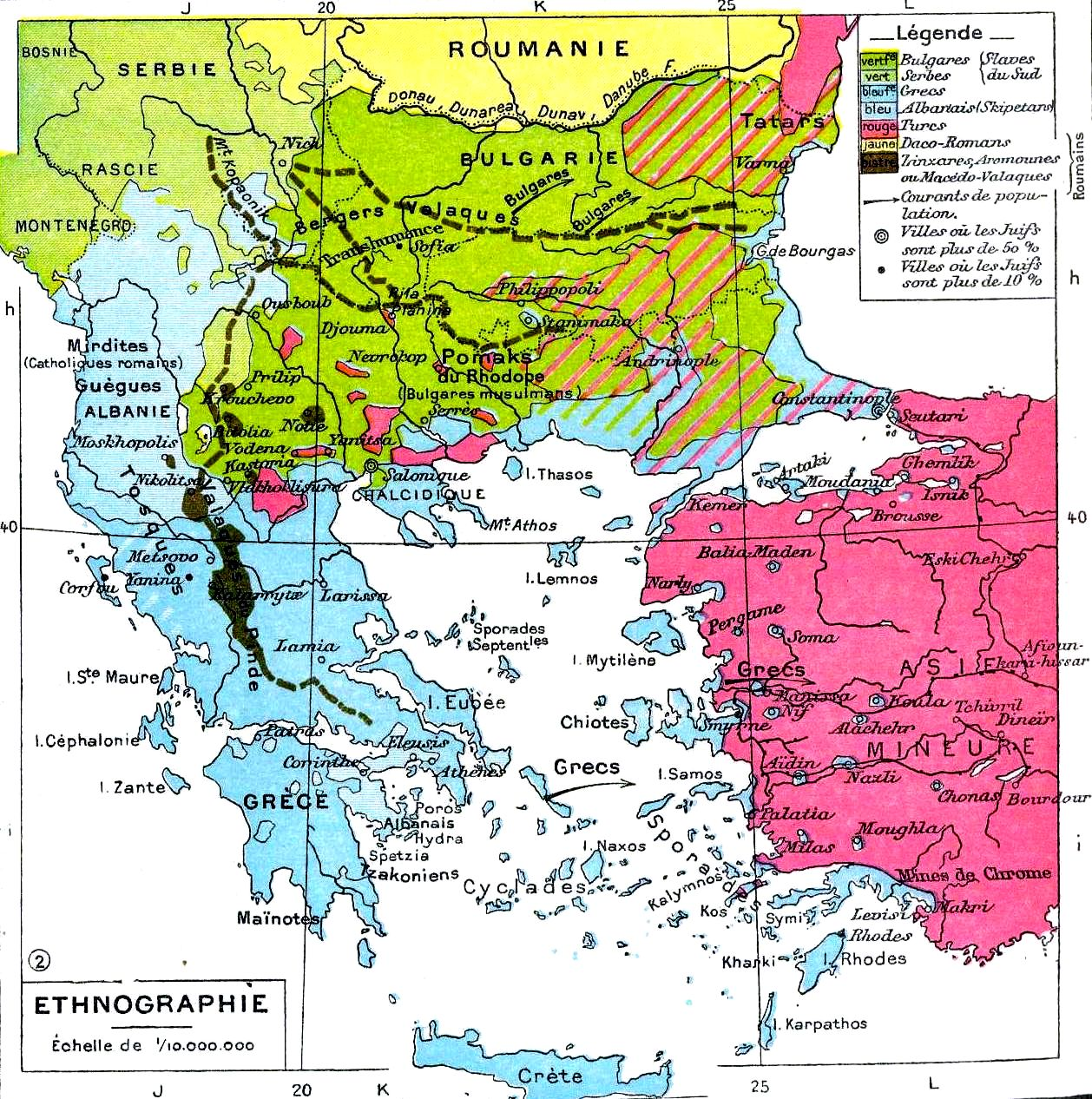
Harta etnografică a Balcanilor și Asia Mică, 1898

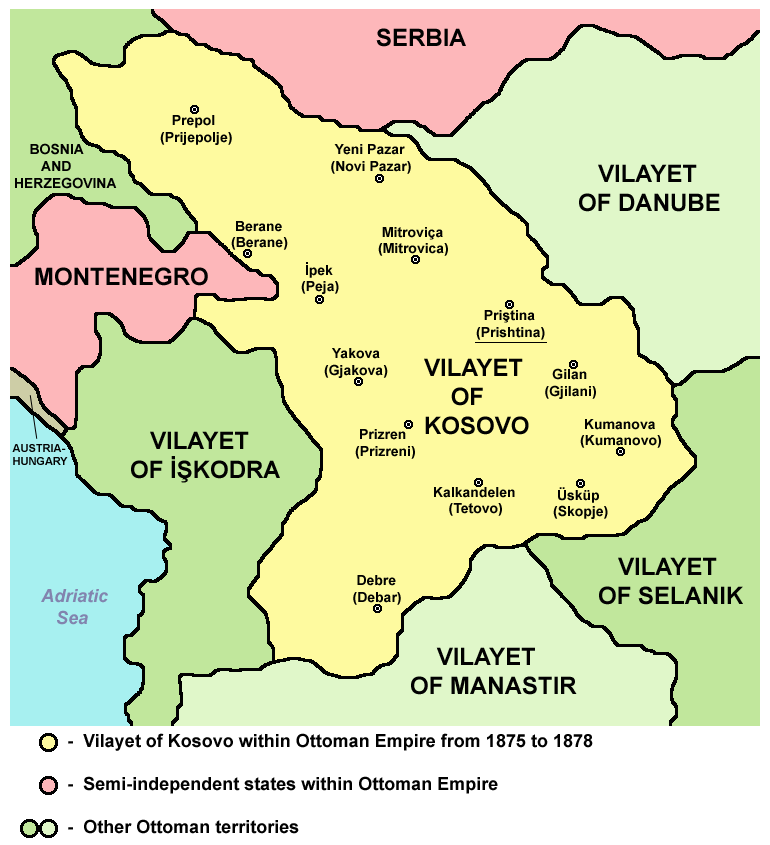
The Vilayet of Kosovo, 1877-78

### Formarea (1877–1879)
Vilaietul Kosovo a fost înființat în 1877, și consta dintr-o zonă mult mai întinsă decât actualul Kosovo, cuprinzând și sangeacul Novi Pazar, sangeacul Niş (până în 1878), regiunea cuprinzând Plav și Gusinje precum și Dibra⁠(d). Aceste regiuni aparținuseră anterior eyaletului Niş⁠(d), eyaletului Üsküb⁠(d) și, după 1865, vilaietului Dunării. În 1868, a fost înființat mai întâi vilaietul Prizren cu sangeacurile Prizren, Dibra, Skopje și Niş, care însă a fost desființat în 1877.
În timpul Războiului Sârbo-Otoman⁠(d) din 1876–78, între 30.000 și 70.000 de musulmani, predominant albanezi, au fost expulzați⁠(d) de către armata sârbă⁠(d) din sangeacul Niş și s-au refugiat în vilaietul Kosovo.
În 1878, albanezii din vilaietul Kosovo și alte trei vilaiete au înființat Liga de la Prizren, al cărui scop era rezistența față de dominația otomană și față de incursiunile națiunilor slave din Balcani care începeau să-și formeze state naționale.
La începutul lui 1878 a avut loc Răscoala de la Kumanovo⁠(d), organizată de o adunare de lideri din kazalele Kumanovo⁠(d), Kriva Palanka⁠(d) și Kratovo⁠(d) din vilaietul Kosovo (aflate astăsi în nordul Macedoniei de Nord) cu scopul de a elibera regiunea din mâinile Imperiului Otoman și să o unească cu Principatul Serbiei, care la acea dată era în război cu otomanii⁠(d). După eliberarea Nišului  (11 ianuarie 1878) și a Vranjei (31 ianuarie 1878) de către armata sârbă, răscoala s-a activat cu lupte de gherilă. Rebelii au primit ajutor secret de la guvernul sârb, dar răscoala a fost în cele din urmă reprimată după patru luni de către otomani.
Limitele provinciei s-au modificat în urma pierderilor teritoriale suferite de Imperiul Otoman în favoarea statelor vecine prin tratatul de la Berlin în urma Războiului Ruso-Turc din 1877–1878, și unele părți au fost transferate vilaietului Manastir, altele fiind preluate de la vilaietul Salonic. În 1879, părțile de vest ale sangeacului Novi Pazar, au fost ocupate de Austro-Ungaria în conformitate cu tratatul de la Berlin, împreună cu Bosnia și Herțegovina (și au rămas astfel până în 1908).

### Consolidarea și criza, 1879–1913

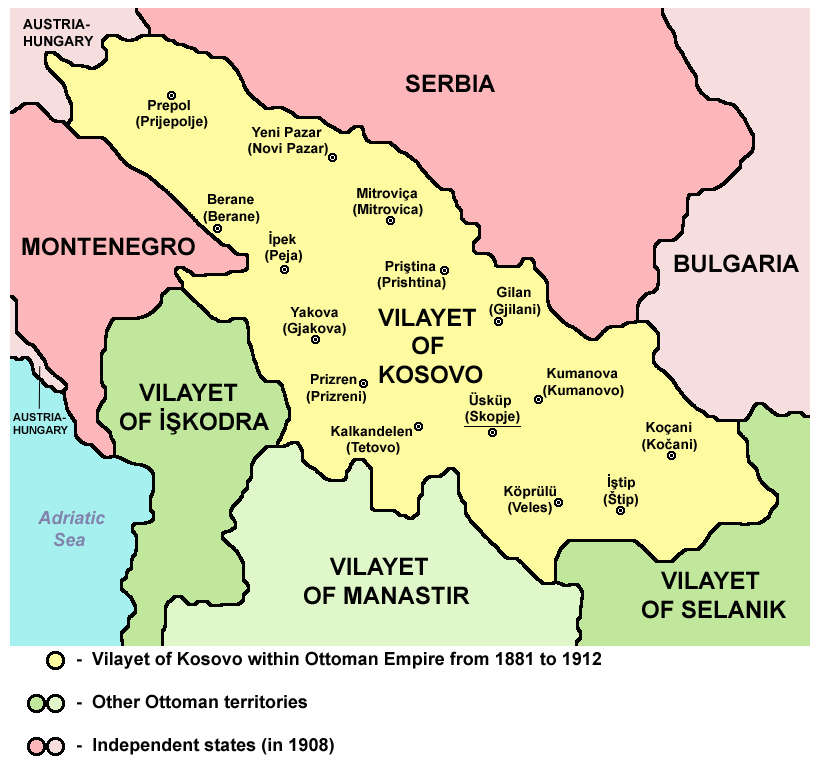
Map of the Vilayet (1881–1913)

Au avut loc două mari modificări administrative, în 1880 și 1902. Pentru a contracara prezența militară austro-ungară în părțile vestice ale sangeacului Novi Pazar, în 1880 a fost înființat sangeacul Pljevlja (Taşlica) cu kazalele Pljevlja, Prijepolje⁠(d) și Priboj. În 1902, kazalele Mitrovica și Novi Pazar au fost transferate sangeacului Priștina, iar kazalele Berane și Rožaje — sangeacului Ipek. În același timp, a fost înființat sangeacul Sjenica (Seniçe) cu kazalele: Sjenica⁠(d), Nova Varoš⁠(d), Bijelo Polje and Kolašinul de Jos⁠(d).
În 1910, a izbucnit o insurecție albaneză în Priștina care s-a răspândit rapid în întregul vilaiet Kosovo, și a durat trei luni. Sultanul otoman a vizitat Kosovo în iunie 1911 în timpul convorbirilor de pace care priveau toate regiunile locuite de albanezi.

## Demografie și organizare socială
Vilaietul Kosovo avea o populație diversă, divizată pe linii confesionale și etnice, cea mai mare parte a populației fiind formată din albanezi, bulgari, bosniaci și sârbi.
Albanezii musulmani formau majoritatea populației vilaietului Kosovo, între ei regăsindu-se i parte importantă a claselor latifundiarilor rurali și profesioniștilor din marile orașe. Partea vestică din Kosovo era formată din 50.000 de locuitori, o zonă dominată de sistemul tribal albanez, în care 600 de albanezi mureau anual din cauza rivalităților de clan. În înălțimile Yakova (Gjakovë) trăiau 8 triburi care erau în principal musulmane, iar în zona Luma⁠(d) de lângă Prizren trăiau alte 5 triburi, tot predominant musulmane. În orașul İpek trăiau criptocreștini⁠(d) de religie catolică⁠(d). Similar omologilor lor din vilaietul İșkodra, malësorii (muntenii) albanezi se bucurau de privilegii fiscale și scutiri de serviciu militar. Dominația otomană asupra locuitorilor de la munte era minimală și cvasiinexistentă, iar oficialii guvernului se aliau cu liderii locali în scopul de a-și putea exercita autoritatea. Malësorii își rezolvau disputele prin legea muntelui, iar oficialii otomani dezaprobau autoritatea exercitată de aceștia. În anii 1880, din punctul de vedere al albanezilor, sangeacurile İpek, Prizren, Priștine, Üsküp și Yenipazar din cadrul vilaietului Kosovo aparțiuneau regiunii albaneze Gegënia⁠(d).
Bosniacii musulmani, de limbă maternă slavă, formau o proporție semnificativă în rândul populației vilaietului Kosovo și erau concentrați mai ales în sangeacul Yenipazar, iar câțiva dintre ei erau mari latifundiari. Autoritățile otomane au stabilit în 1864 refugiați cerchezi veniți din Rusia⁠(d) pe teritoriul vilaietului Kosovo, circa 6000 de persoane până în 1890. Aceștia au oferit statului trupe auxiliare la nevoie.
În jumătatea nordică a vilaietului Kosovo, cel mai mare grup de creștini erau sârbii ortodocși, care erau majoritari în câteva zone din est. Ortodocșii sârbi erau sub autoritatea eclesiastică a Patriarhiei Ecumenice de Constantinopol, având un mitropolit, adesea etnic grec, care rezida la Priștina și administra chestiunile populației ortodoxe din provincie. La Prizren exista un seminar ortodox, cu 100 de elevi rezidenți, mulți provenind din Muntenegru. Începând cu deceniul anilor 1860, Serbia a urmat o politică activă de sprijinire a sârbilor din Kosovo, care a implicat trimiterea de învățători, subvenționarea școlilor sârbești și burse de studiu la Belgrad. Cluburile culturale sârbești activau în marile centre urbane cu o populație sârbă importantă, iar unii sârbi localnici susțineau încorporarea provinciei într-o viitoare Serbie Mare. Școlile sârbești din provincie au atras și unii elevi albanezi musulmani. În vilaietul Kosovo, trăiau și câteva mii de aromâni, iar în jumătatea sudică erau bulgari.

## Subdiviziuni
Regiunea a fost împărțită în următoarele sangeacuri (Orașele scrise înclinat sunt în albaneză):
- Üsküb (Skopje) cuprindea orașele Skopje, Kumanovo, Kačanik⁠(d) (Kaçanik), Štip, Kratovo și Kočani.
- Prizren cuprindea orașele Prizren (Pirzerin) și Tetovo (Kalkandelen; în albaneză Tetovë).
- İpek (Peć) cuprindea orașele Peć (İpek; în albaneză Pejë), Ðakovica (Yakova; în albaneză Gjakovë), Gusinje, Berane și Trgovište⁠(d).
- Priștine (Priština) cuprindea orașele Priștina (Priștine; în albaneză Prishtinë), Kosovska Mitrovica (Mitroviça; în albaneză Mitrovicë), Vučitrn (Velçetrin; în albaneză Vushtrri), Gnjilane (Gjilan) și Preševo⁠(d) (Preșova; în albaneză Preshevë).
- Yenipazar (Novi Pazar) cuprindea orașele Novi Pazar, Sjenica⁠(d) (Seniçe), Kolašin (Kolaşin), Nova Varoš⁠(d) (Yeni Varoş) și Prijepolje (Akova).

## Guvernatori
Lista guvernatorilor din provincie:
- până în 1893 : Ibrahim Edem Pasha
- 1894-1899 : Hafiz Mehmed Pasha
- 1900-1902 : Reshad Bey Pasha
- 1903-1904 : Shakir Pasha Numan
- 1905-1907 : Mehmed Shefket Pasha
- .. . . . 1908 : Hadi Pasha
- 1909-1910 : Mazhar Bey Pasha
- .. . . . 1911 : Halil Bey Pasha
- .. . . . 1912 : Ghalib Pasha